# Hexaphosphorhexabromid
Hexaphosphorhexabromid ist eine instabile chemische Verbindung des Phosphors aus der Gruppe der Bromide.

## Darstellung und Eigenschaften
Hexaphosphorhexabromid kann durch Reaktion durch partielle Dehalogenierung von Phosphortribromid mit Magnesium oder Lithiumhydrid in polaren Lösungsmitteln (zum Beispiel Tetrahydrofuran) dargestellt werden und wurde durch 31P-NMR-Spektroskopie und durch Massenspektrometrie nachgewiesen. Eine hellgelbe Lösung in Tetrahydrofuran (c = 0,01 mol/L) ist bei Zimmertemperatur einige Stunden, bei −78 °C einige Tage beständig, bei höheren Konzentrationen erfolgt die Zersetzung rasch unter Bildung von Phosphortribromid und anderen Produkten.
Der bei Umsetzung von Phosphortribromid mit Lithiumhydrid in Diethylether gebildete Feststoff wurde von Egon Wiberg als kettenformiger Phosphor(I)-wasserstoff (PH)x klassifiziert. Die bei einem Molverhältnis PBr3 : LiH = 1 : 2 in Tetrahydrofuran bei −78 °C bis 0 °C neben dem Feststoff gebildete gelbe bis gelborange Losung enthält ein komplexes Produktgemisch. Bei tieferen Reaktionstemperaturen (T < −40 °C) entstehen vor allem Diphosphortetrabromid und Hexaphosphorhexabromid. Übersichtlicher verläuft die Reaktion von Phosphortribromid mit Magnesium bei −60 °C in Tetrahydrofuran. In diesem Fall bildet Hexaphosphorhexabromid den Hauptbestandteil der löslichen Reaktionsprodukte. Daneben liegen nur noch Dibrom-4-brombutoxyphosphan und Brom-bis(4-brombutoxy)phosphan als Spaltprodukte des Lösungsmittels sowie etwas weißer Phosphor, Diphosphortetrabromid und restliches Phosphortribromid vor.
Die monocyclischen Hexaphosphorhexabromid-Moleküle weisen sesselförmigen Bau auf. Die Hydrolyse der Verbindung führt vollständig zu Monophosphan und Phosphorsäure.
{\displaystyle {\ce {P6Br6 + 12 H2O -> 2 PH3 + 4 H3PO3 + 6 HBr}}}